# 塩化スズ(IV)
塩化スズ(IV)（tin(IV) chloride または stannic chloride）は、化学式が SnCl4 で表される+IV価のスズの塩化物で、無水物、五水和物などがある。

## 性質
無水物は融点 −30.2 ℃、沸点 114 ℃の無色で刺激臭のある液体で、アルコール類、ベンゼン、トルエン、二硫化炭素、四塩化炭素等多くの有機溶媒に可溶。空気中の水分と反応して塩化水素の白煙を生じる。多量の水を加えると激しく加水分解して発熱し塩化水素の白煙と酸化スズ(IV) の煙霧を生じるため非常に危険である。五水和物は融点 60 ℃付近、沸点 114 度の白色～類白色の結晶性塊で、水に発熱、発煙しながら溶ける。水溶液は徐々に加水分解を起こし白沈を生じる。エタノール、ベンゼン、トルエンに可溶。アルカリ金属との混合物は、衝撃により爆発する危険性がある。
日本には毒物及び劇物取締法によって、劇物と設定された。

## 合成
塩素ガスとスズを115℃で反応させて合成する。
Sn + 2Cl
2 → SnCl
4